# Sauropterygia
Die Sauropterygia (Flossenechsen) sind eine Gruppe mesozoischer Meeresreptilien. Zu diesem ausgestorbenen Taxon zählen Placodontier, Pachypleurosaurier, Nothosaurier und Plesiosaurier. Ihr Fossilbericht umfasst alle Kontinente und reicht stratigraphisch von der Mitteltrias bis zum Ende der Kreide. 

## Merkmale
In den Sauropterygia sind Reptiliengruppen zusammengefasst, die in ihrem Habitus nur wenig Ähnlichkeit miteinander haben. Die gemeinsamen Merkmale (Synapomorphien) dieser Gruppen finden sich in der Anatomie des Schädels und des Skeletts. So besitzen alle Sauropterygier einen vergrößerten Oberkiefer (Maxilla) sowie eine typische Anordnung des Schlüsselbeines (Clavicula) und des Schulterblattes (Scapula).

## Systematik
Die systematische Stellung der Sauropterygia ist nicht vollkommen geklärt. Unstrittig ist ihre Einordnung in die Diapsida, dort werden sie meist in die Verwandtschaft der Lepidosauria gestellt.

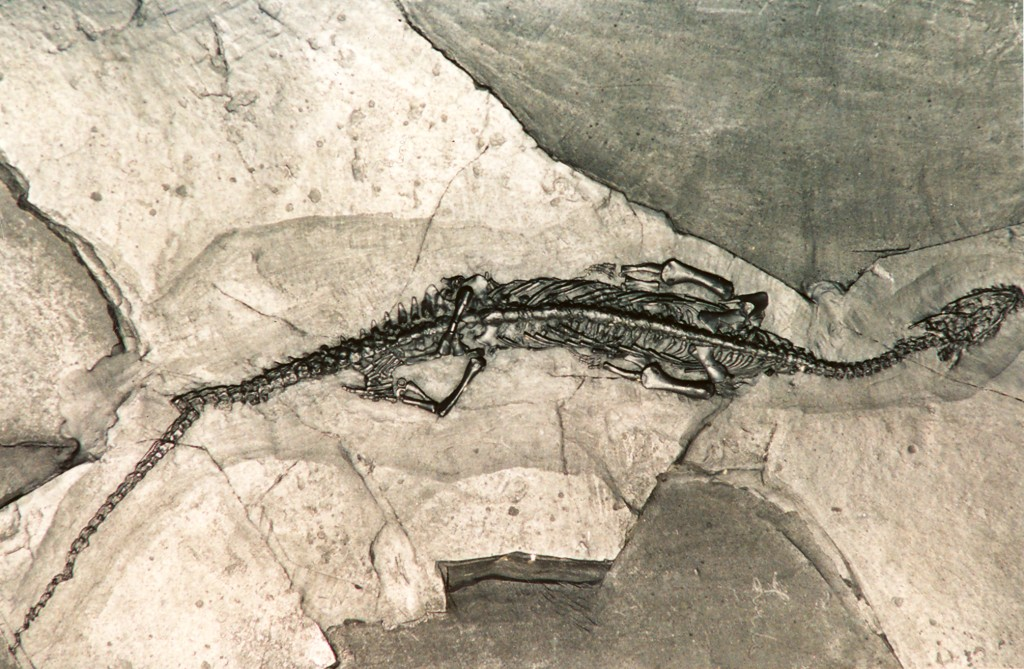
Das Skelett dieses Pachypleurosaurus stammt vom Monte San Giorgio, eine mitteltriassische Fossillagerstätte im Schweizer Kanton Tessin (1995).

- Sauropterygia
  - Placodontia
  - Eusauropterygia
    - Nothosauroidea
      - Pachypleurosauria
      - Nothosauria

    - Pistosauroidea
      - Corosaurus
      - Chinchenia
      - Kwangsisaurus
      - Cymatosaurus
      - Pistosauridae
      - Plesiosauria